# Asociación del Remo Tradicional

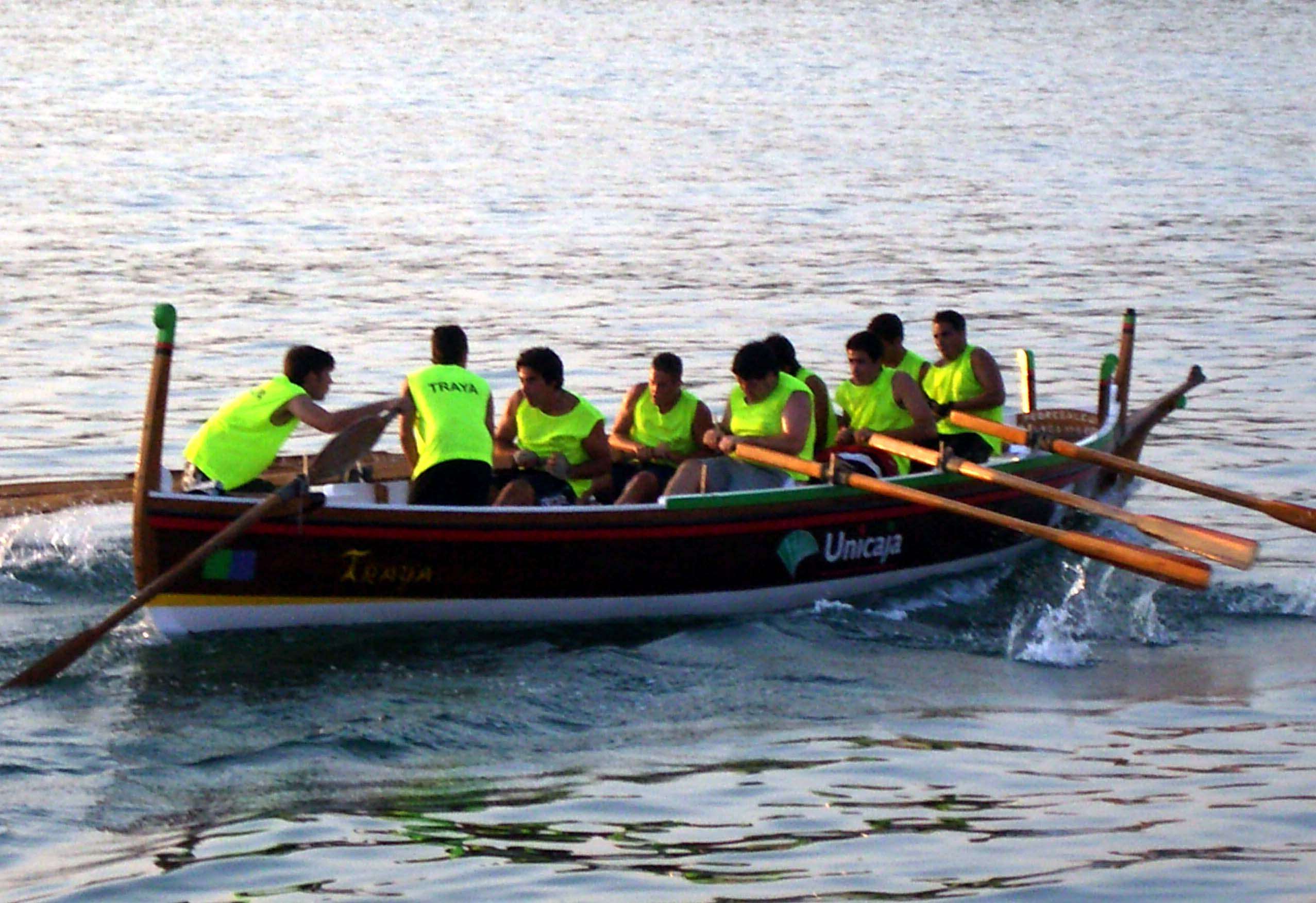
La Traya.

La Asociación de Remo Tradicional es una entidad deportiva que aglutina y defiende los intereses de los clubes de remo tradicional en las costas de Málaga. Esta asociación fue fundada en la primavera de 2008. Es heredera de la Comisión de Barcas de Jábegas (Cobarja), que venía organizando la Liga de Jábegas hasta el año 2009. Integra a todos los clubes participantes en la competición.

## Directiva
| Nombre                     | Directivo desde | Función    | Club                       |
| José Almoguera             | 2010            | Presidente | -                          |
| Silvia Campos              | 2010            | trollera   | -                          |
| Francisco de Paula Navarro | 2011            | Tesorero   | Club Deportivo la Espaílla |

## Clubes

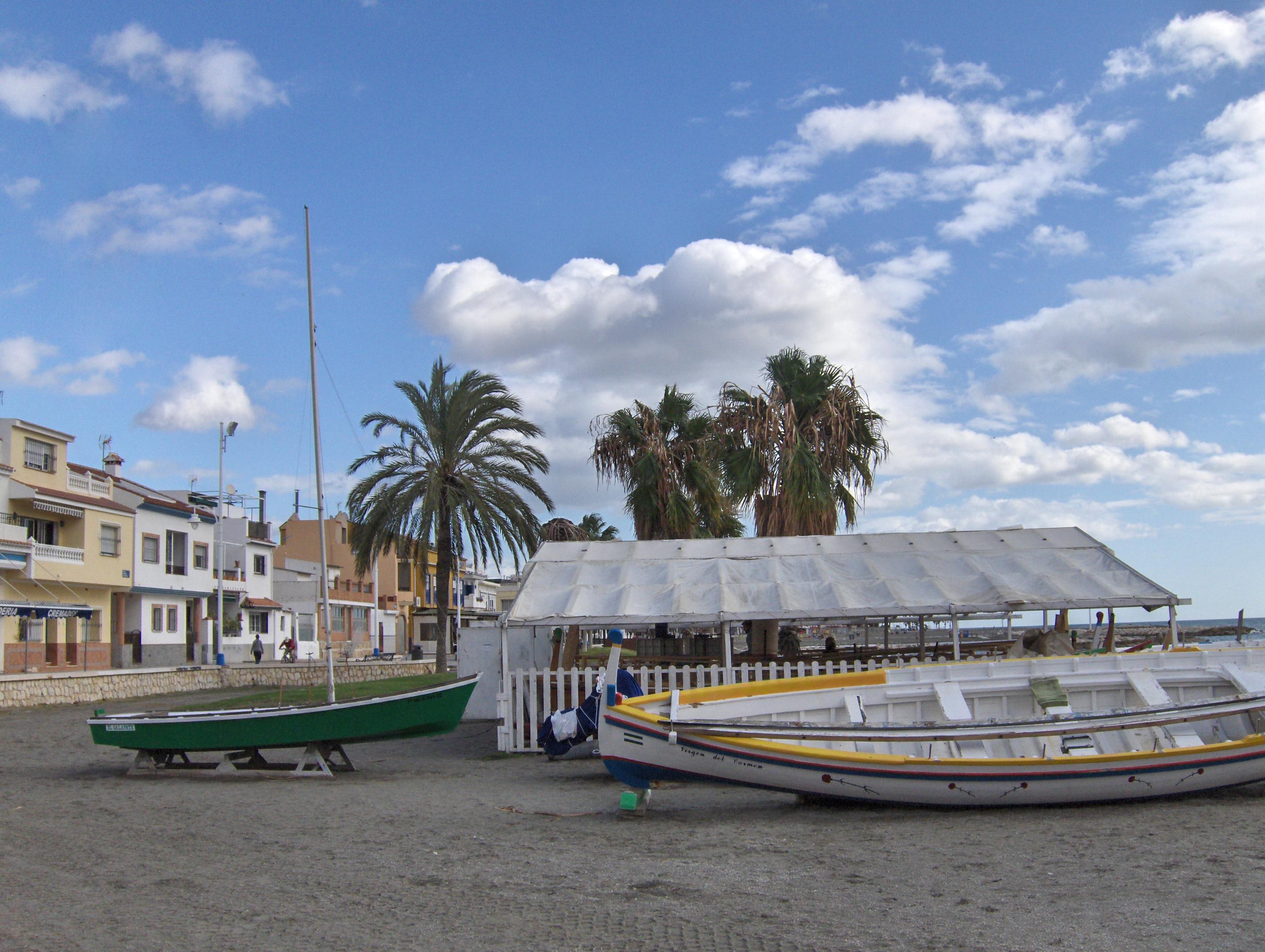
Chalana y jábega Virgen del Carmen en la playa de Pedregalejo.

Categoría absolutos
| Club                                    | Embarcación                         | Varadero                        |
| --------------------------------------- | ----------------------------------- | ------------------------------- |
| Club Deportivo Remo San Andrés          | la San Andrés                       | Huelin                          |
| Real Club Mediterráneo                  | la María Juliana                    | Pto. del Real Club Mediterráneo |
| Club Deportivo la Barcaza               | la Santa Cristina                   | Pedregalejo                     |
| Asociación de Remo y Pala Pedregalejo   | la Traya, la Cordela y la Almoguera | Pedregalejo                     |
| Club Deportivo la Espaílla              | la Araceli y la Rosario y Ana       | El Palo                         |
| Club Deportivo Remo La Cala del Moral   | la Virgen del Carmen                | La Cala del Moral               |
| Club de Bogadores Rincón de la Victoria | la Victoria                         | Rincón de la Victoria           |